# Tagapul-an
Tagapul-an (Bayan ng Tagapul-an) är en kommun i Filippinerna. Kommunen tillhör provinsen Samar och ligger på ön med samma namn. Folkmängden uppgår till 8 567 invånare.
Tagapul-an är indelat i 14 barangayer.